# Proteuxoa leucosticta
Proteuxoa leucosticta là một loài bướm đêm thuộc họ Noctuidae. Nó được tìm thấy ở New South Wales, Tasmania, Victoria và Tây Úc.